# Errand
《Errand》（エランド）是於2010年1月27日由發售飛蘭的第3單曲。

## 概要
- 電視動畫《聖痕鍊金士》的主題歌。《mind as Judgment》之後的商業搭配曲。

## 收錄曲
1. Errand [4:15]
  - 作詞：畑亞貴、作曲・編曲：菊田大介（Elements Garden）
  - 電視動畫《聖痕鍊金士》主題歌
2. scat blue [4:43]
  - 作詞・作曲・編曲：中山真斗（Elements Garden）
3. Errand（off vocal）
4. scat blue（off vocal）

## 外部連結
- Errand - 電視動畫《聖痕鍊金士》 - 飛蘭  Lantis web site （页面存档备份，存于）
- 聖痕鍊金士官方網站（页面存档备份，存于）